# Stoned (musikgrupp)
Stoned var ett svenskt skatepunkband, bildat i Karlstad 1993. Gruppen gav ut tre studioalbum, ett samlingsalbum och flera EP på Ampersand Records innan det splittrades.

## Biografi
Stoned bildades i Karlstad 1993. Gruppens medlemmar kände varandra sedan skoltiden. Snart efter att gruppen bildats kontrakterades den av Ampersand Records, som gav ut bandets debut-EP Partysongs 1994. Debuten följdes av Fantasy Trip (EP, 1995), Music for the Morons (album, 1995) och Pizza Pete (EP, 1996).
1997 släpptes gruppens andra studioalbum Ed's Diner, varefter gruppen turnerade i Europa tillsammans med Adhesive. 1999 utkom samlingsalbumet Way Back in the Day och 2000 bandets tredje och sista studioalbum Stoned. Någon gång därefter splittrades gruppen.

## Diskografi

### Studioalbum
- 1995 - Music for the Morons
- 1997 - Ed's Diner
- 2000 - Stoned

### EP
- 1994 - Partysongs
- 1995 - Fantasy Trip
- 1996 - Pizza Pete
- 1997 - Shopping Around

### Singlar
- 2000 - Helpless

### Samlingsalbum
- 1999 - Way Back in the Day